# 瀑布灣

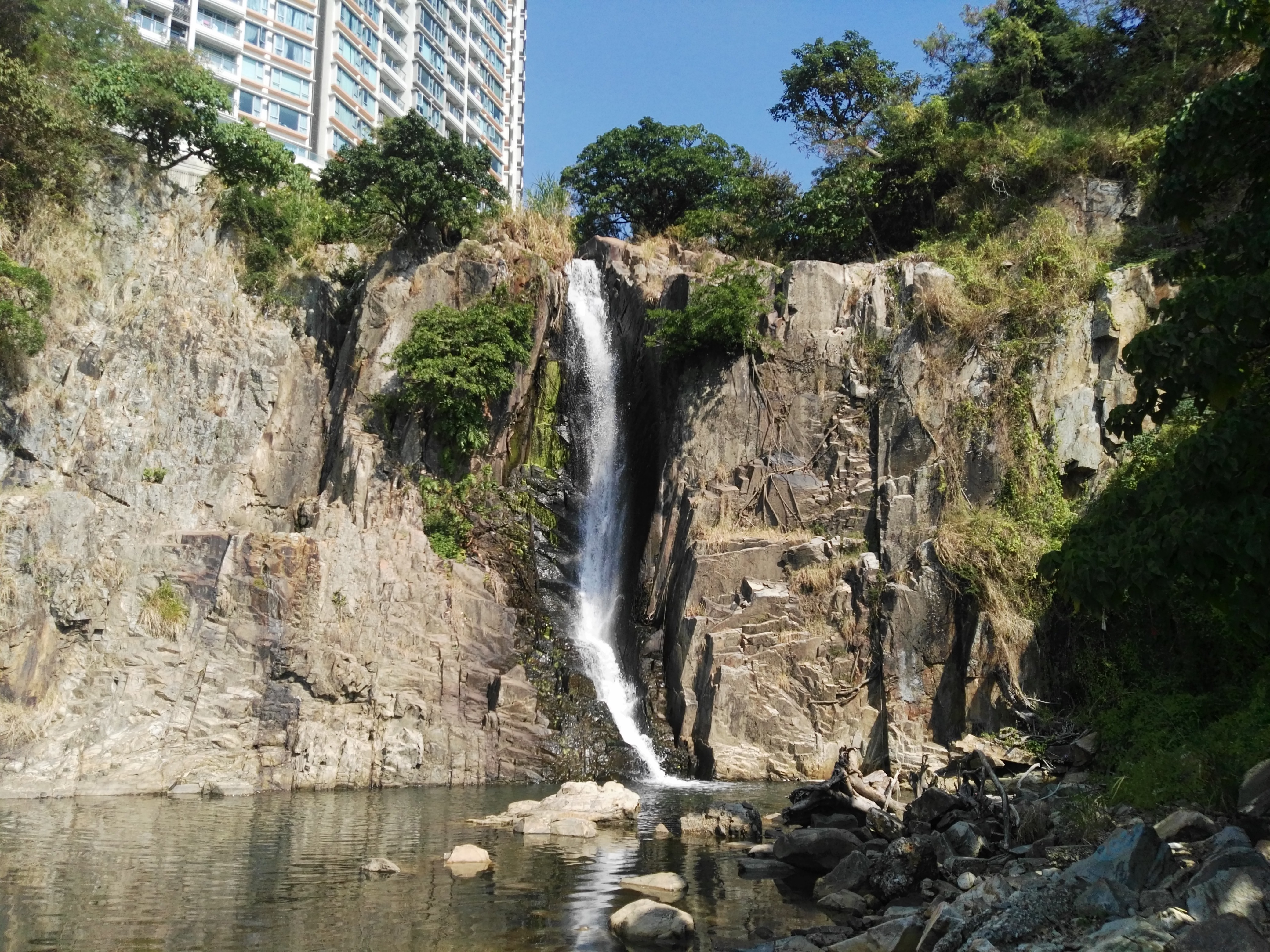
2019年的香港瀑布灣

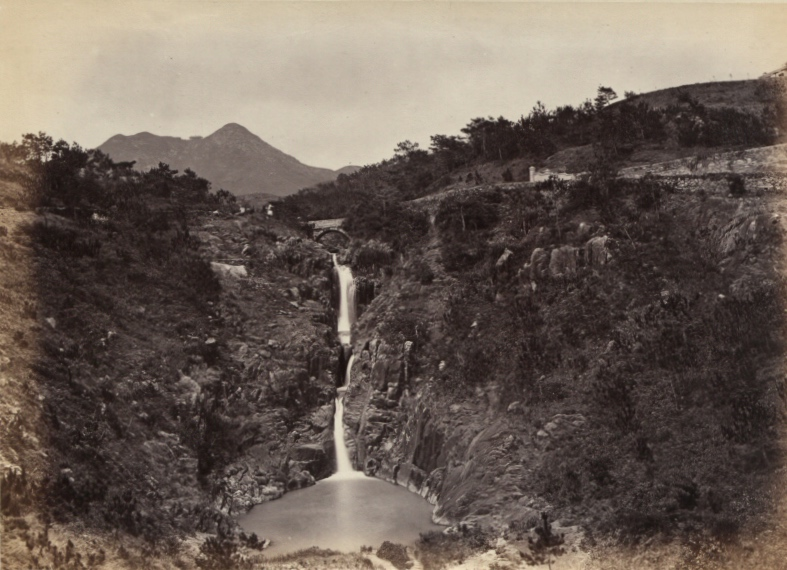
19世紀末所攝的薄扶林瀑布

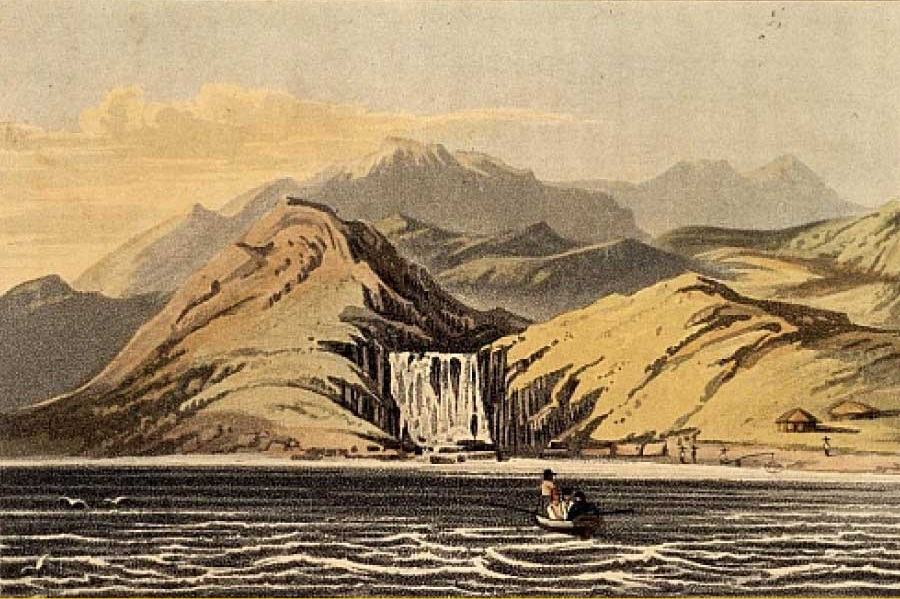
19世紀初描繪的薄扶林瀑布

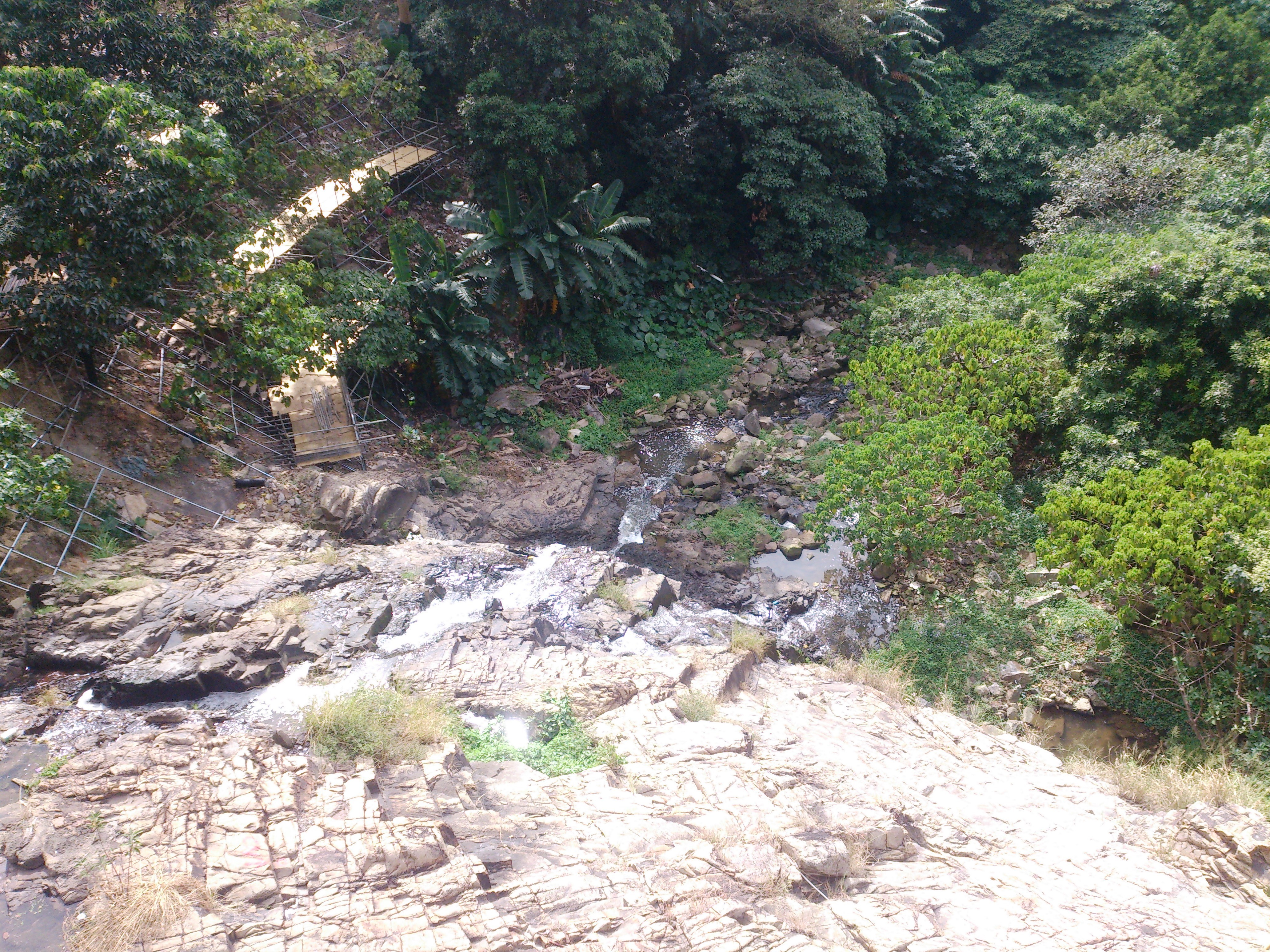
從上俯瞰薄扶林瀑布（2014年）

瀑布灣（英語：Waterfall Bay）是香港的一個海灣，位於香港島南區西南部，毗鄰華富邨；當中曾以瀑布而著名，後因1863年興建薄扶林水塘工程而被截了一半水流。

## 歷史
瀑布灣早於香港開埠之前經已廣為人知。清朝嘉慶二十四年的《新安縣志》選出了新安八景，其中「鼇洋甘瀑」所指的就正是瀑布灣的瀑布。瀑布灣亦在1940年前被記載為「香港八景」之一。另一方面19世紀時來往廣州經商的歐洲貿易船隻抵達珠江口時，大多都會停留瀑布灣避風和取用食水，並稱此處為香江（Heang Koong）。
香港開埠後為了解決食水問題，香港政府決定截取瀑布灣的源頭，興建薄扶林水塘，並於1863年完成，自此之後瀑布灣的瀑布便失去了昔日壯觀的情景。唯在近年經受過極端暴雨過後的數日，因水量大幅增加而讓瀑布得以重現昔日光景。
而於香港保衛戰之前，英軍亦於該處修築防禦工事，但最後並沒有使用的機會。
1970年代鄰近的華富邨入伙後，不少兒童都喜愛到瀑布灣的淺灘玩耍，但其後發生了有小童溺斃的意外。為免再有意外發生，當局封閉了通往淺灘的道路，但近年仍有人在該處溺斃；亦因為這些意外，亦產生鬧鬼的傳聞。另外瀑布灣北部亦曾經是高爾夫球場，但因開築通往鋼綫灣數碼港道而需要關閉。

## 公共屋邨
- 華富邨

## 社區設施
- 瀑布灣公園
- 康富遊樂場
- 薄扶林公共圖書館

## 教育

### 中學
- 香港培英中學
- 明愛莊月明中學
- 聖公會呂明才中學

### 小學
- 華富邨寶血小學
- 東華三院鶴山學校

### 幼稚園
- 救世軍華富幼兒學校 （页面存档备份，存于）
- 聖文嘉中英文幼稚園（華貴邨） （页面存档备份，存于）
- 保良局莊啟程夫人（華貴）幼稚園 （页面存档备份，存于）
- 道爾頓幼稚園 （页面存档备份，存于）
- THE WOODLAND PRE-SCHOOL (POKFULAM) （页面存档备份，存于）

### 私立國際學校
- 啓歷學校

### 特殊學校
- 東華三院徐展堂學校

## 交通
- 華富（北）巴士總站
- 華富（中）巴士總站
- 華富（南）巴士總站

### 主要交通幹道
- 瀑布灣道
- 華富道
- 域多利道

## 外部連結
维基共享资源上的相關多媒體資源：瀑布灣
22°15′09.35″N 114°08′00.03″E / 22.2525972°N 114.1333417°E